# 西洋環境開発
株式会社西洋環境開発（せいようかんきょうかいはつ）は、日本にかつて存在したセゾングループの不動産会社。本社はサンシャイン60ビルに所在した。

## 概要
堤義明を中心とした国土計画・西武鉄道グループから、堤清二の西武百貨店・西友などの西武流通グループが1970年に分離する際に義明の要請により流通グループ入りした、肥料製造などを手掛ける西武化学工業が端緒である。清二自身、製造業に多少なりとも興味があり、西武百貨店や西友が銀行融資を受ける際に、これまでは不足する担保を西武鉄道が債務保証していたが、不動産を多く所有していた西武化学をグループ入りさせて担保力の増大を図り鉄道グループへの依存を薄める目的で、西武化学の発行する株式の全額を西武百貨店で引き受けた上で、倍額増資する手法でグループ傘下となった。
1972年1月に不動産と開発部門は西武都市開発へ、製造部門は新しい西武化学工業へ会社分割を行い、同5月に西武百貨店の開発部門を独立させたディベロッパー西武を吸収合併した。この頃に田中角栄が唱えた列島改造による土地ブームにのって、清二と義弟で都市開発社長だった森田重郎の二人三脚で仙台から九州までの土地を取得した。のちのオイルショックによる狂乱物価などで土地は塩漬けとなり、借入金700億円が残り1976年に倒産の噂まで出た。このため森田が責任を取ってグループ内の職を辞し、清二自ら国土計画本社を訪れて義明に支援を要請して不動産の専門家の派遣を受け、都市開発と西武流通グループに対する信用不安は解消された。
1983年に東京テアトル、1985年に東海観光へ資本参加して傘下に収めた、1986年に横浜の不動産会社である太洋不動産興業とシティ・クリエイトを吸収合併し社名を西洋環境開発と変更した。同年に日本郵船と業務提携し、ホテルエドモンドの運営参画、地中海クラブと提携、シェル石油の関連会社シェル興産と提携して六本木WAVEビルの建設やシェルガーデンへの資本参加、など一挙に業容を拡大した。
1980年から販売が開始された汐見台ニュータウン、1985年販売開始の桂坂ニュータウンは個性的な住宅地として世評が高かったほか、1980年代から特別清算申請後までには「ヴィルヌーブ」ブランドで分譲マンションの開発・販売し、西洋ハウジングが受託販売していた。西武百貨店不動産部が開発に着手したものを引き継いだ八ヶ岳高原海ノ口自然郷で、1963年に音楽堂を建設して従来の別荘分譲とは異なる新しいモデルを確立した。生活を楽しむ「生活遊園地」をキーワードに約12年の歳月かけ完成させた「つかしん」は、関西地区や全国におけるセゾングループや当社の知名度向上に貢献した。
芸術分野の活動で注目された清二は、小売業の域から脱することを目論んで「生活総合産業」を謳い不動産開発に傾倒するが、西武グループの中核部分を父康次郎から引き継いだ異母弟の義明に対する対抗心とも指摘された。
後年はバブル景気による過剰投資が影響して1994年度末までに関連会社を含む負債額が7,527億円となり、経営が重大な局面に達していると日本興業銀行から清二に通告された。付加価値を高めるという理念に固執し過ぎて建設コストを過剰投資したことが負債の拡大に繋がったとされる。セゾングループは第1次西洋環境開発支援を実施し、手掛ける事業は住宅、ビル、八ヶ岳事業に絞り込まれた。
金融不況に突入した1997年以降、負債は第一勧業銀行・日本興業銀行ら取引8行の懸案事項となるが、メインバンクの第一勧業銀行は総会屋事件の混乱で経過や合意事項の引継ぎがほぼすべてが反故となった。西武百貨店トップに就任し改革を断行していた和田繁明と清二の百貨店首脳と、グループ首脳の間の深刻な軋轢は、当社に重大な影響をもたらした。
2000年7月、臨時株主総会で解散を決議して東京地裁に特別清算を申し立て、負債総額は約5,538億円で事実上倒産した。この経営破綻はセゾングループ解体の大きな要因となった。

## 沿革
- 1949年12月26日 : 国土計画興業株式会社（後のコクド、現在はプリンスホテルに合併）が肥料部門を分離し、尼ヶ崎化学肥料株式会社として設立する。
- 1950年8月29日 : 尼崎肥料株式会社へ商号変更する。
- 1955年3月 : 朝日化学肥料株式会社へ商号変更する。
- 1960年9月 : 日本ニッケル株式会社の鉄鋼部門を吸収し、西武化学工業株式会社へ商号変更する。
- 1966年3月 : 初の大規模住宅開発となる、多田グリーンハイツの分譲を開始する。
- 1970年6月 : 西武流通グループ（後のセゾングループ）へ移管する。
- 1972年
  - 1月1日 : 不動産開発事業を行う西武都市開発株式会社を存続会社とし、肥料・飼料・鉄鋼事業を行う西武化学工業株式会社（後の朝日工業）を分離設立する。
  - 5月1日 : 西武都市開発株式会社が、株式会社ディベロッパー西武を吸収合併する。
- 1986年1月 : 西武都市開発株式会社が、太洋不動産興業株式会社および株式会社シティ・クリエイトと合併し、株式会社西洋環境開発へ商号変更する。
- 1987年9月 : 住流通事業部を、株式会社ハウスポート西洋として分離する。
- 2000年7月18日 : 臨時株主総会で解散決議し[18]、東京地方裁判所に特別清算開始を申立て、即日特別清算開始。負債は約5,538億円。
- 2001年7月6日 : 特別清算協定認可される。
- 2002年2月25日 : 臨時株主総会で資本金を1,000万円とする[19]。ただし登記簿には記載されていない。
- 2005年10月20日 : 特別清算終結が確定。法人格消滅。

## 主な開発物件
- 仙台圏宅地造成地「七ヶ浜ニュータウン汐見台」（宮城県宮城郡七ヶ浜町）
- 桂坂ニュータウン（京都府京都市西京区）
- つかしん（グンゼおよび西武百貨店との共同開発。兵庫県尼崎市）
- 多田グリーンハイツ（兵庫県川西市）
- 花山手（宮崎県宮崎市大淀地域自治区）
- しんえい四季のまち（札幌市豊平区）
- ホテル西洋銀座（東京都中央区）

### リゾート
- 八ヶ岳高原海ノ口自然郷・八ヶ岳高原ロッジ - 現在は西武百貨店の後身そごう・西武の子会社八ヶ岳高原ロッジが承継・運営している。
- 志摩芸術村
- 逗子マリーナ
- サホロリゾート

## 主な子会社
- ハウスポート西洋（不動産仲介業。特別清算後に安信住宅販売が吸収）
- 西洋ハウジング（分譲地・マンションの販売代理業。特別清算後に住宅デベロッパーのユニホー（名古屋市）子会社となり、不動産仲介業へ転換し存続）
- 西洋コミュニティ（マンション管理会社。特別清算後にユニホー子会社となり「ライフポート西洋」へ社名変更し存続）
- サホロリゾート（特別清算後に加森観光子会社のサホロマネージメントが買収）
- 西武ピサ（西洋環境開発が56%、西武百貨店が44%出資）
- 西武北海道
- 北海道西洋（旧・苫小牧環境計画）
- 尼崎自動車教習所
- ホテル西武オリオン（西洋環境開発とオリオンビールが折半出資していた。オリオンビールへの株式譲渡によりホテルロイヤルオリオンとなり、2023年11月にオリオンホテル那覇に名称を変更[20]。2025年にケン・コーポレーションに譲渡[20]。）
- 志摩東京カウンティ（現・タラサ志摩スパアンドリゾート株式会社。志摩芸術村のデベロッパーで2001年に民事再生法申請後、アールビバンが買収し加森観光の運営となる。）
- 六甲環境計画（六甲アイランドAOIAを運営。阪神・淡路大震災により廃業）

### 注
1. ↑  西武都市開発と西武百貨店の出資によって設立。つかしんをプロデュース。
2. ↑  セゾングループ全体では第一勧業銀行（DKB）がメインバンクとなっていたが、西環に関しては日本興業銀行（IBJ）がメインバンクとなっていた。